# Chenango County
Chenango County je okres ve státě New York ve Spojených státech amerických. K roku 2010 zde žilo 50 477 obyvatel. Správním městem okresu je Norwich. Celková rozloha okresu činí 2 328 km².